# Meidoornloop

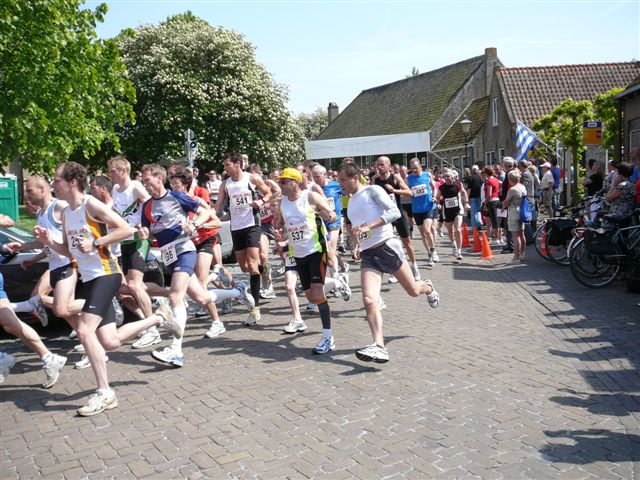
Start van de Meidoornloop 2009

De Meidoornloop is een hardloopwedstrijd die jaarlijks in Nisse georganiseerd wordt. De lopers lopen over de afstanden van 7,5 km en 15 km.
Het parcours loopt door de Zak van Zuid-Beveland of meer specifiek door het heggengebied rond Nisse. De eerste editie vond plaats in 1997. Destijds werd er nog gelopen over 5, 10 of 15 km. De wedstrijd wordt elk jaar door De Zaklopers georganiseerd.

## Winnaars

### 15 km
| Jaar | Snelste man       | Land      | Tijd | Snelste vrouw     | Land      | Tijd |
| ---- | ----------------- | --------- | ---- | ----------------- | --------- | ---- |
| 2009 | Wouter Verstraate | Nederland |      | Marloes Grutter   | Nederland |      |
| 2008 | Theo Rabaut       | Nederland |      | Marianne de Kok   | Nederland |      |
| 2007 | Niels Koole       | Nederland |      | Leonie Ton        | Nederland |      |
| 2006 | Niels Koole       | Nederland |      | Sjaan Maartense   | Nederland |      |
| 2005 | Wilko de Vos      | Nederland |      | Ellie Westerweele | Nederland |      |
| 2004 | Erik Poppe        | Nederland |      | Ellie Westerweele | Nederland |      |